# Major (powieść)
Major – trzecia, osadzona w realiach II wojny światowej powieść sensacyjno-historyczna z elementami science-fiction autorstwa Marcina Ciszewskiego. Jej akcja rozgrywa się w 1943 roku, pomiędzy wydarzeniami opisanymi w debiutanckim www.1939.com.pl i drugą powieścią autora, www.1944.waw.pl.

## Opis fabuły
Główny bohater powieści www.1939.com.pl, ppłk Jerzy Grobicki, po zakończeniu walk wrześniowych wyjechał do USA razem z grupą najbliższych przyjaciół. W kraju pozostała większość oficerów i wszyscy żołnierze jego batalionu. Nowym dowódcą wybierają oni jednogłośnie por. Janusza Wojtyńskiego z GROMu i angażują się w działalność konspiracyjną podczas II wojny światowej. Liczą już nie tylko na zmienienie historii, ale przede wszystkim dobrą zabawę oraz zarobienie dużej ilości pieniędzy.
Akcja opisuje wydarzenia pomiędzy 17 a 20 kwietnia 1943, gdy Niemcy przygotowują się do likwidacji warszawskiego getta, jednocześnie udaje im się wpaść na trop niektórych lokali używanych przez ludzi Wojtyńskiego oraz ich fabryki amunicji przeciwczołgowej. Przypadkowo aresztują też amerykańskiego fizyka jądrowego, który wchodził w skład obsługi amerykańskiego wehikułu czasu. Zakłócają także spotkanie Wojtyńskiego i gen. Grota z wysłannikiem rządu amerykańskiego. Na koniec przenoszą się do innego wymiaru na planetę Alpha Califuli.